# 旅行者 (小說)
《旅行者》是美國作家約翰·圖維爾·霍克斯（John Twelve Hawks）創作的一部政治諷刺小說，共3集。分別是首部曲《旅行者》（The Traveler）、二部曲《黑暗河流》（The Dark River）與三部曲《金黃之城》（The Golden City）。首本小說《旅行者》甫上市即榮登紐約時報暢銷排行榜。此三部曲的中文版皆已出版。

## 外部連結
- 作者官方網站 （页面存档备份，存于）